# Mursili I
Mursili I (ook gespeld als Murshili of Mursilis) was een koning van de Hettieten  (ca. 1620 - 1595 v.Chr.), de kleinzoon van zijn voorganger Hattusili I.
Ook al is er weinig bekend over zijn regeerperiode, toch wordt een campagne in noordelijk Syrië aan hem toegeschreven, die de vernietiging van Aleppo en de plundering van Babylon omvatte. Deze laatste actie betekende het einde voor de heerschappij van afstammelingen van Hammurabi in die stad.
Toen Mursili terugkeerde naar zijn koninkrijk werd hij vermoord door zijn schoonbroer, die hem opvolgde als koning Hantili I